# Qixia (Yantai)
Koordinaten: 37° 18′ N, 120° 50′ O
Die Stadt Qixia (chinesisch 栖霞市, Pinyin Qīxiá Shì) ist eine kreisfreie Stadt in der ostchinesischen Provinz Shandong, die zum Verwaltungsgebiet der bezirksfreien Stadt Yantai gehört. Sie hat eine Fläche von 2.016 km² und zählt 589.620 Einwohner (Stand: Zensus 2010).
Das Landgut der Familie Mu (Mù Shì Zhuāngyuán 牟氏庄园) steht seit 1988 auf der Liste der Denkmäler der Volksrepublik China (3-92).